# Pujols
Pujols é uma comuna francesa na região administrativa da Nova Aquitânia, no departamento da Gironda. Estende-se por uma área de 7,44 km². Em 2010 a comuna tinha 537 habitantes (densidade: 72,2 hab./km²).